# 2003년 팬아메리칸 게임
2003년 팬아메리칸 게임은 2003년 8월 1일부터 8월 17일까지 도미니카 공화국의 산토도밍고에서 열린 14번째 팬아메리칸 게임이다.

## 참가국
- 아르헨티나
- 아루바
- 앤티가 바부다
- 바하마
- 바베이도스
- 벨리즈
- 버뮤다
- 볼리비아
- 브라질
- 영국령 버진아일랜드
- 캐나다
- 케이맨 제도
- 칠레
- 콜롬비아
- 코스타리카
- 쿠바
- 도미니카 연방
- 도미니카 공화국 (개최국)
- 에콰도르
- 엘살바도르
- 그레나다
- 과테말라
- 가이아나
- 아이티
- 온두라스
- 자메이카
- 멕시코
- 네덜란드령 안틸레스
- 니카라과
- 파나마
- 파라과이
- 페루
- 푸에르토리코
- 세인트루시아
- 세인트키츠 네비스
- 세인트빈센트 그레나딘
- 수리남
- 트리니다드 토바고
- 미국
- 우루과이
- 미국령 버진아일랜드
- 베네수엘라

## 경기 종목
- 가라테
- 근대5종
- 농구
- 다이빙
- 라켓볼
- 레슬링
- 롤러 스케이팅
- 바스크 펠로타
- 배드민턴
- 배구
- 복싱
- 볼링
- 사격
- 사이클
- 수영
- 수상스키
- 소프트볼
- 스쿼시
- 싱크로나이즈드 스위밍
- 승마
- 야구
- 양궁
- 역도
- 유도
- 육상
- 요트
- 조정
- 축구
- 체조
- 카누
- 탁구
- 태권도
- 테니스
- 트라이애슬론
- 풋살
- 필드 하키
- 펜싱
- 핸드볼

## 메달 집계
| 순위 | 국가                                            | 금메달 | 은메달 | 동메달 | 합계 |
| ---- | ----------------------------------------------- | ------ | ------ | ------ | ---- |
| 1    | 미국                                            | 117    | 80     | 73     | 270  |
| 2    | 쿠바                                            | 72     | 41     | 39     | 152  |
| 3    | 캐나다                                          | 29     | 57     | 42     | 128  |
| 4    | 브라질                                          | 29     | 40     | 54     | 123  |
| 5    | 멕시코                                          | 20     | 27     | 32     | 79   |
| 6    | 베네수엘라                                      | 16     | 21     | 27     | 64   |
| 7    | 아르헨티나                                      | 16     | 20     | 27     | 63   |
| 8    | 콜롬비아                                        | 11     | 8      | 24     | 43   |
| 9    | 도미니카 공화국                                 | 10     | 12     | 19     | 41   |
| 10   | 자메이카                                        | 5      | 2      | 6      | 13   |
| 11   | 푸에르토리코                                    | 3      | 4      | 9      | 16   |
| 12   | 에콰도르                                        | 3      | 1      | 5      | 9    |
| 13   | 칠레                                            | 2      | 10     | 10     | 22   |
| 14   | 트리니다드 토바고                               | 2      | 4      | 1      | 7    |
| 15   | 우루과이                                        | 2      | 1      | 5      | 8    |
| 16   | 페루                                            | 1      | 1      | 8      | 10   |
| 17   | 수리남                                          | 1      | 0      | 0      | 1    |
| 18   | 과테말라                                        | 0      | 3      | 9      | 12   |
| 19   | 엘살바도르                                      | 0      | 2      | 2      | 4    |
| 20   | 바하마                                          | 0      | 2      | 0      | 2    |
| 21   | 아이티                                          | 0      | 1      | 2      | 3    |
| 22   | 그레나다                                        | 0      | 1      | 1      | 2    |
| 22   | 가이아나                                        | 0      | 1      | 1      | 2    |
| 24   | 케이맨 제도                                     | 0      | 1      | 0      | 1    |
| 24   | 버뮤다                                          | 0      | 1      | 0      | 1    |
| 26   | 볼리비아                                        | 0      | 0      | 2      | 2    |
| 26   | 파나마                                          | 0      | 0      | 2      | 2    |
| 28   | 네덜란드령 안틸레스                             | 0      | 0      | 1      | 1    |
| 28   | {{bar{{{2}}}0\|{{{1}}}}}{{bar{{{3}}}\|{{{1}}}}} | 0      | 0      | 1      | 1    |
| 28   | 코스타리카                                      | 0      | 0      | 1      | 1    |
| 28   | 온두라스                                        | 0      | 0      | 1      | 1    |
| 28   | 세인트루시아                                    | 0      | 0      | 1      | 1    |
| 합계 | 합계                                            | 338    | 340    | 405    | 1084 |